# Dysallomima coarctella
Dysallomima coarctella is een vlinder uit de familie dominomotten (Autostichidae). De wetenschappelijke naam is voor het eerst geldig gepubliceerd in 1896 door Rebel.
Deze vlinder komt voor in Europa.